# Битка код Укиноа
Битка код Укиноа (енгл. Battle of Nagara-gawa), вођена 12. јула 1558. била је коначна победа Ода Нобунаге у борби за уједињење провинције Овари.

## Позадина
Смрћу Саито Досана у бици на реци Нагара (1556), Ода Нобунага изгубио је подршку свог северног суседа, провинције Мино. Још горе, Ода Нобуката, намесник северног Оварија са престоницом у замку Ивакура, склопио је савез са Досановим наследником, Саито Јошитацуом, који је збацио и убио оца, и објавио рат Нобунаги. Тако је почео последњи грађански рат у провинцији Овари.
Пошто су Нобунагина престоница, замак Кијосу, и Ивакура били удаљени свега 9 километара, рат је почео безначајним препадима и спаљивањем незаштићених села: Нобуката је спалио села у близини Кијосуа, а Нобунага је у одговор опустошио околину Ивакуре. Пошто је намесник северног Оварија располагао са око 3.000 ратника, Нобунага, који је у Кијосу-у имао свега 83 самураја на коњима (у оно време обично је свега око 10% самураја имало коње) наоружао је грађане Кијосу-а копљима од бамбуса, постројивши испред њих своје дисциплиноване ашигару-пешадинце, чиме је одвратио Ода Нобутаку од директног напада на град. Како би појачао сопствени легитимитет у Оварију, Нобунага је прогласио Шиба Јошикане-а, сина покојног гувернера који је погубљен од стране побуњеника пред битку код Кијосу-а (1552), за гувернера Оварија, формално му препустивши власт у замку Кијосу (док се сам повукао у северну кулу). У стварности, Шиба је био само Нобунагина марионета: чим је тобожњи гувернер покушао да врши своју власт (ушавши у тајне преговоре са неким мањим господарима, како би морем довео у Овари трупе из Суруге - снаге клана Имагава) Нобунага га је протерао из провинције.

## Битка
22. јула 1558, Нобунага је кренуо из Кијосу-а на замак Ивакура, обишавши га са севера и заузевши повољан положај код села званог Укино. Иако је удаљеност два замка била свега око 9 километара, терен је био тако тежак и брдовит да је удаљеност износила око 3 сата хода. Када је нобунага послао своју лаку пешадију (ашигару) напред, око 3.000 бранилаца изашло је из Ивакуре да им препречи пут. Битка је почела у Сат Коња (око поднева). После више часова борбе, снаге Ивакуре су потиснуте у замак. По Хроници господара Нобунаге, најупечатљивији догађај дана био је двобој између чувеног стрелца Хајаши Ашичиро-а (из села Асано) и Хашимото Ипа, Нобунагиног учитеља пуцања из аркебузе. Аркебузир је рањен у пазухо, а стрелац оборен метком: када је један од Нобунагиних пажева пришао да му скине главу, стрелац му је, онако лежећи, тешко рањен, мачем одсекао леву руку, пре него што је убијен.
Истог дана Нобунага је повукао своје људе у Кијосу. Следећег дана извршио је преглед непријатељских глава, по обичају тог времена: било је више од 1.250 глава истакнутих самураја.

## Последице
Овом победом, Ода Нобунага сломио је најјачи отпор својим амбицијама за уједињење провинције Овари. Почетком 1559. Нобунага је напао замак Ивакура: спаливши предграђе, окружио је замак двоструком и троструком палисадом од бамбуса. Замак се бранио два или три месеца, изложен непрекидној ватри из аркебуза и повременим јуришима. Изгубивши сваку наду за помоћ, браниоци су најзад предали замак и разбежали се. Наредивши да се замак Ивакура сруши до темеља, Нобунага се вратио у своју престоницу, замак Кјосу. По први пут у периоду Сенгоку цео Овари био је под влашћу једног господара.